# Siguci (Pecalungan)
Siguci is een bestuurslaag in het regentschap Batang van de provincie Midden-Java, Indonesië. Siguci telt 1879 inwoners (volkstelling 2010).